# Parallel Universe
 (juin 2022).
Le contenu est difficilement compréhensible vu les erreurs de traduction, qui sont peut-être dues à l'utilisation d'un logiciel de traduction automatique.
Singles de Red Hot Chili Peppers
Californication
(2000) By the Way
(2002)
Parallel Universe est une chanson de l'album Californication des Red Hot Chili Peppers. Le single sorti en 2001 est le sixième et dernier single de l'album. N'étant disponible qu'aux États-Unis, en Europe, le cinquième extrait de l'album était Road Trippin'. Bien qu'il n'a jamais été sorti en CD, il a réussi à se hisser et à garder durant une semaine la 34ème place du classement du Modern Rock Tracks aux Etats Unis.

## Contexte
Bien qu'étant l'un des morceaux les plus fort en termes de distorsion, il ne contient aucune des lignes de basses au son orienté funk caractéristiques des Red Hot Chili Peppers. Les paroles chantées par Anthony Kiedis sont plus feutrées qu'à l'habitude, reflétant une envie de se rapprocher de la ballade lyrique. Le morceau aborde aussi des thèmes plus sombres et introspectifs que ceux habituellement abordés par le groupe.
Malgré le fait que ce n'ait été qu'un single promotionnel, « Parallel Universe » reste un des morceaux favoris du groupe qui l'aura joué plus de 230 fois en concert depuis la sortie du titre. Ce qui en fait l'un des morceaux le plus joué par le groupe.
Aucun clip n'aura été réalisé pour ce morceau.